# Azorella spinosa
Azorella spinosa är en flockblommig växtart som först beskrevs av Hipólito Ruiz López och Pav., och fick sitt nu gällande namn av Christiaan Hendrik Persoon. Azorella spinosa ingår i släktet Azorella och familjen flockblommiga växter. Inga underarter finns listade i Catalogue of Life.